# Ерма-Елань
Ерма-Елань (баш. Йырмаялан) — деревня в Петропавловском сельсовете Аскинского района Республики Башкортостан России.

## Население
| 2002 | 2009 | 2010 |
| ---- | ---- | ---- |
| 113  | ↘107 | ↘85  |

Согласно переписи 2002 года, преобладающая национальность — башкиры (96 %).

## Географическое положение
Расстояние до:
- районного центра (Аскино): 16 км,
- центра сельсовета (Петропавловка): 4 км,
- ближайшей железнодорожной станции (Куеда): 94 км.